# Re-Arranged
«Re-Arranged» (рус. Изменившийся) — песня рок-группы Limp Bizkit, выпущенная в качестве второго сингла из второго студийного альбома Significant Other. Сингл вышел 12 октября 1999 года.
Как и две других песни группы — «Sour» и «Nookie» — она повествует о проблемах Фреда Дёрста с его девушкой.

## Видеоклип
Предположительно, клип продолжает сюжетную линию видеоклипа на «Nookie». В самом начале видео показано, что все участники сидят в тюрьме, и у каждого в своей камере находится инструмент, на котором те играют. Далее выясняется, что Limp Bizkit предстают перед судом и получают смертный приговор за участие на фестивале Вудсток '99, на котором произошло множество насильственных действий, в которых обвинили участников группы за агрессивное поведение зрителей. Ближе к концу клипа вся группа собирается в маленькой комнате, после чего по просьбе одного зрителя их топят в молоке. После того, как молоко смылось не осталось ни одного из участников — только кепка Фреда и CD Significant Other. После этого показывается, как участники группы находятся в неизвестном месте, после чего следует диалог между Дёрстом и Уэсом Борландом.
Сюжетную линию данного клипа продолжает «N 2 Gether Now».

## Список композиций
1. «Re-Arranged» (Explicit Version)
2. «Faith»
3. «Counterfeit» (Lethal Dose Remix)
4. «Faith» (клип)